# Hôpital Albert-Schweitzer
Pour les articles homonymes, voir Schweitzer.
L’hôpital Albert-Schweitzer est un hôpital du Gabon fondé en 1913 à Lambaréné (Moyen-Ogooué) par le docteur Albert Schweitzer et sa femme Hélène Bresslau.

## Historique

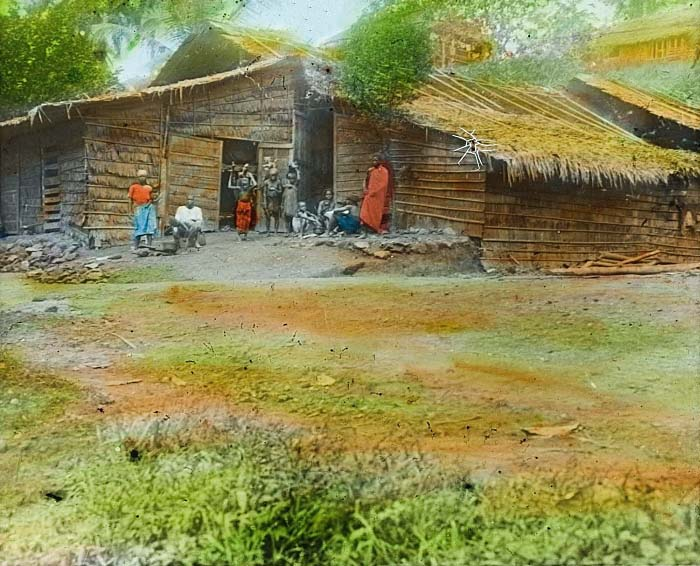
L'ancien hôpital.

Fondé en 1913 par Albert Schweitzer et sa femme, le premier hôpital est presque entièrement détruit lors de l’absence forcée de ses fondateurs pendant la Première Guerre mondiale : citoyens allemands, ils sont expulsés d'Afrique-Équatoriale française et internés à Saint-Rémy-de-Provence.
Lorsqu’il revient à Lambaréné en 1924, Albert Schweitzer construit alors le deuxième hôpital, qui sera achevé en septembre 1925, avec une capacité d’accueil de 150 patients.
À la suite d'une famine et d'une épidémie de dysenterie qui sévissent au début de 1926, Albert Schweitzer se rend compte que son hôpital est trop petit par rapport aux besoins et qu’il ne peut pas l’agrandir sur le terrain qu’il possède ; il décide donc de construire un troisième hôpital, quelques kilomètres plus loin, sur un terrain plus grand. L’ancien hôpital est déménagé dans les nouveaux bâtiments le 21 janvier 1927.
En 2009, l'ancien hôpital est inscrit sur la liste indicative du patrimoine mondial de l'Unesco.